# Institut für islamische Kultur und islamisches Denken

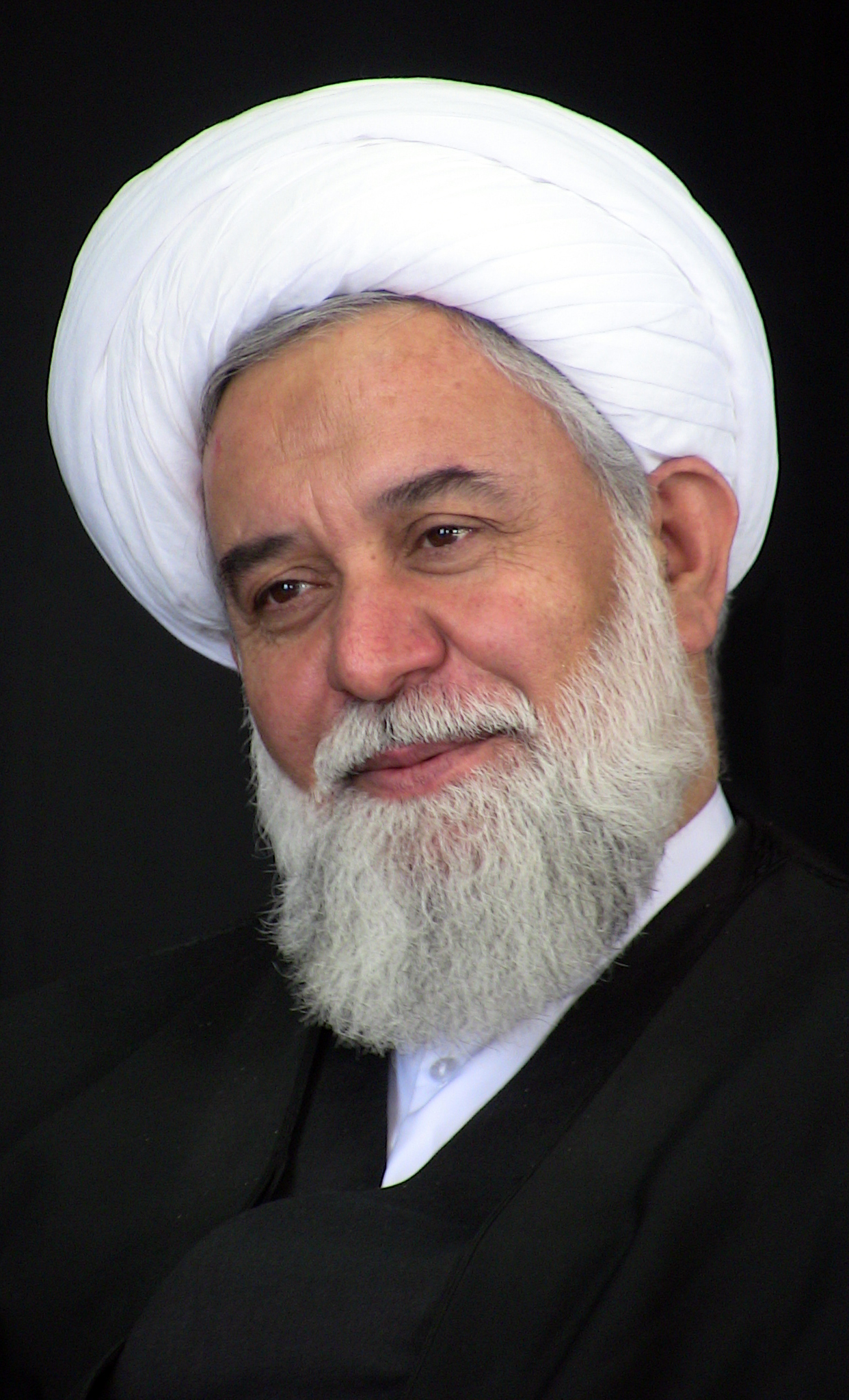
Ali Akbar Rashad (Präsident des Instituts)

Das Institut für islamische Kultur und islamisches Denken (persisch پژوهشگاه فرهنگ و اندیشه اسلامی, engl. Islamic Culture and Thought Research Institute bzw. Research Institute for Islamic Culture and Thought (Abk. IICT)) ist eine iranische islamische Forschungsinstitution mit Sitz in Teheran. Hodschatoleslam Ali Akbar Rashad ist der Gründer  des Instituts und sein Präsident seit seiner Gründung im Jahr 1994.
Zu seinen Aktivitäten zählen 
- Philosophie
- Theologie
- Koranwisschaften
- Kultur und Gesellschaft
- muslimische Organisationen (Islamic organizations)
- Islamische Revolution[1]

Das Institut gibt verschiedene Enzyklopädien heraus.